# 第3海兵遠征軍 (アメリカ軍)
第3海兵遠征軍（だい3かいへいえんせいぐん, 英語: III Marine Expeditionary Force: III MEF）はアメリカ海兵隊の海兵遠征軍の一つ。司令部は沖縄県うるま市キャンプ・コートニー。

## 概要
アメリカ国外に司令部を置く唯一の海兵遠征軍であり、インド太平洋軍隷下の太平洋海兵隊に所属している。海兵隊の部隊の中で唯一海外に前方展開しているのは、アジアから中東に至る地域で紛争が発生した場合に、紛争地域に迅速に展開できるようにするためである。
佐世保基地に駐留する第7艦隊揚陸艦部隊と、沖縄に展開するこの遠征軍が一体となって行動することで、緊急展開部隊として最も重要な迅速性を保持しているとも言われる。
なお、第3海兵遠征軍の司令官は、太平洋海兵隊基地部隊(MCBPac)の分遣隊である在日米海兵隊基地部隊（Marine Corps Bases Japan: MCBJ）司令官、また沖縄に駐留する全アメリカ軍の代表者である在沖米四軍調整官（Okinawa Area Coordinator: OAC）を兼ねる。

## 歴史
最も前身にあたる部隊は、1942年10月1日に第1海兵水陸両用軍団 (I Marine Amphibious Corps) として組織され、1944年4月15日に第3海兵水陸両用軍団 (III Amphibious Corps) として再編成された。同部隊は、サイパンの戦い、硫黄島の戦い、沖縄戦で激戦を戦った。1945年9月から中国の天津に再配備され中国北部の占領に貢献した後、予備役として非活性化された。1965年に再び活性化し、ベトナム戦争に参加した。ベトナム戦争後は沖縄に配備され、1988年に現在の「第3海兵遠征軍」というに改称された。

## 編成

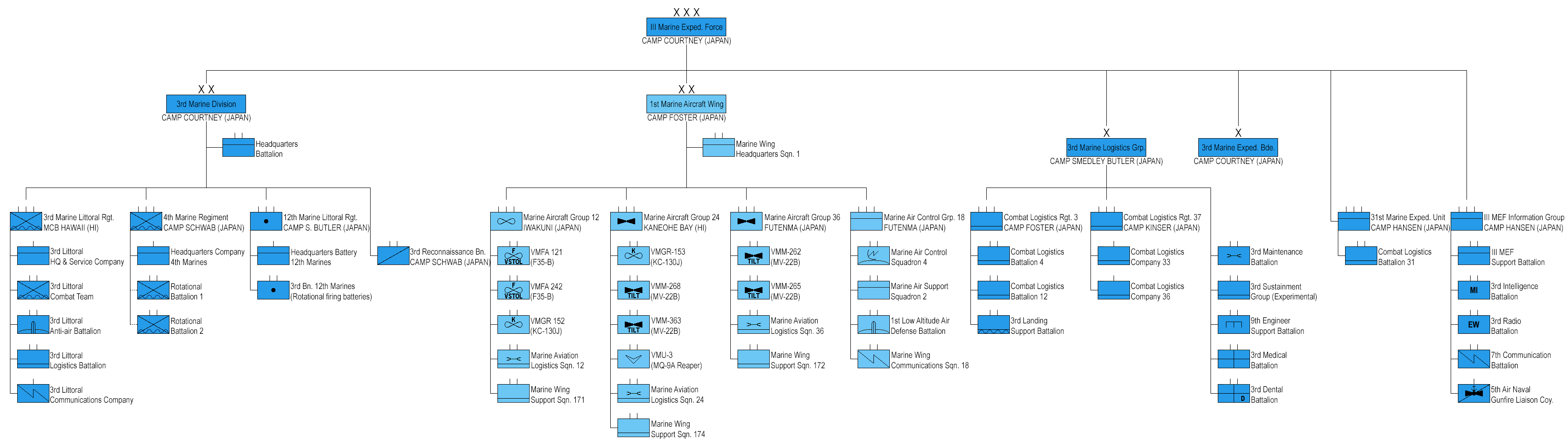
Structure 3rd Marine Expeditionary Force

指揮下兵力は他の遠征軍より少ない。また、主力である第3海兵師団はローテーション部隊が大半であるため、沖縄常駐の部隊は非常に少ない。ちなみに、日本国内にいるアメリカ海兵隊の部隊のほとんどは、第3海兵遠征軍の指揮下の部隊である。
- 地上戦部隊 - 第3海兵師団
- 航空戦部隊 - 第1海兵航空団
- 兵站戦部隊 - 第3海兵兵站群（英語版）
  - 第3歯科大隊
- 指揮部隊 - 第3海兵遠征軍司令部群
  - 第3海兵遠征軍司令部幕僚
  - 第3情報大隊（英語版）
  - 第7通信大隊（英語版）
  - 第3無線大隊
  - 第5海空射撃連絡中隊
- 第31海兵遠征部隊

## 歴代司令官
- ケネス.J.グラック海兵中将